# Числове програмне керування
Числове́ програ́мне керува́ння (ЧПК) (англ. computer numerical control) — комп'ютеризована система керування, яка зчитує командні інструкції спеціалізованої мови програмування (наприклад, G-код) і керує приводами метало-, дерево- чи пластмасообробних верстатів та верстатним оснащенням.
Числове керування (англ. numerical control) — автоматичне керування процесом, що здійснюється пристроєм, який використовує числові дані котрі, як правило, уводяться під час виконання операції (посилання: ISO 2382).
Скорочення ЧПК відповідає двом англомовним — NC і CNC, що відображає еволюцію розвитку систем керування устаткуванням:
- Системи типу NC (англ. numerical control), що з'явилися першими, передбачали використання жорстко заданих схем керування обробкою — наприклад, задання програми за допомогою штекерів чи перемикачів, зберігання програм на зовнішніх носіях. Якихось пристроїв оперативного зберігання цих керуючих процесорів не передбачалося;
- Сучасніші системи ЧПК, що мають назву CNC (англ. computer numerical control), ґрунтуються на системі керування побудованій на:
  - мікроконтролері;
  - програмованому логічному контролері;
  - промисловому комп'ютері на основі мікропроцесора.

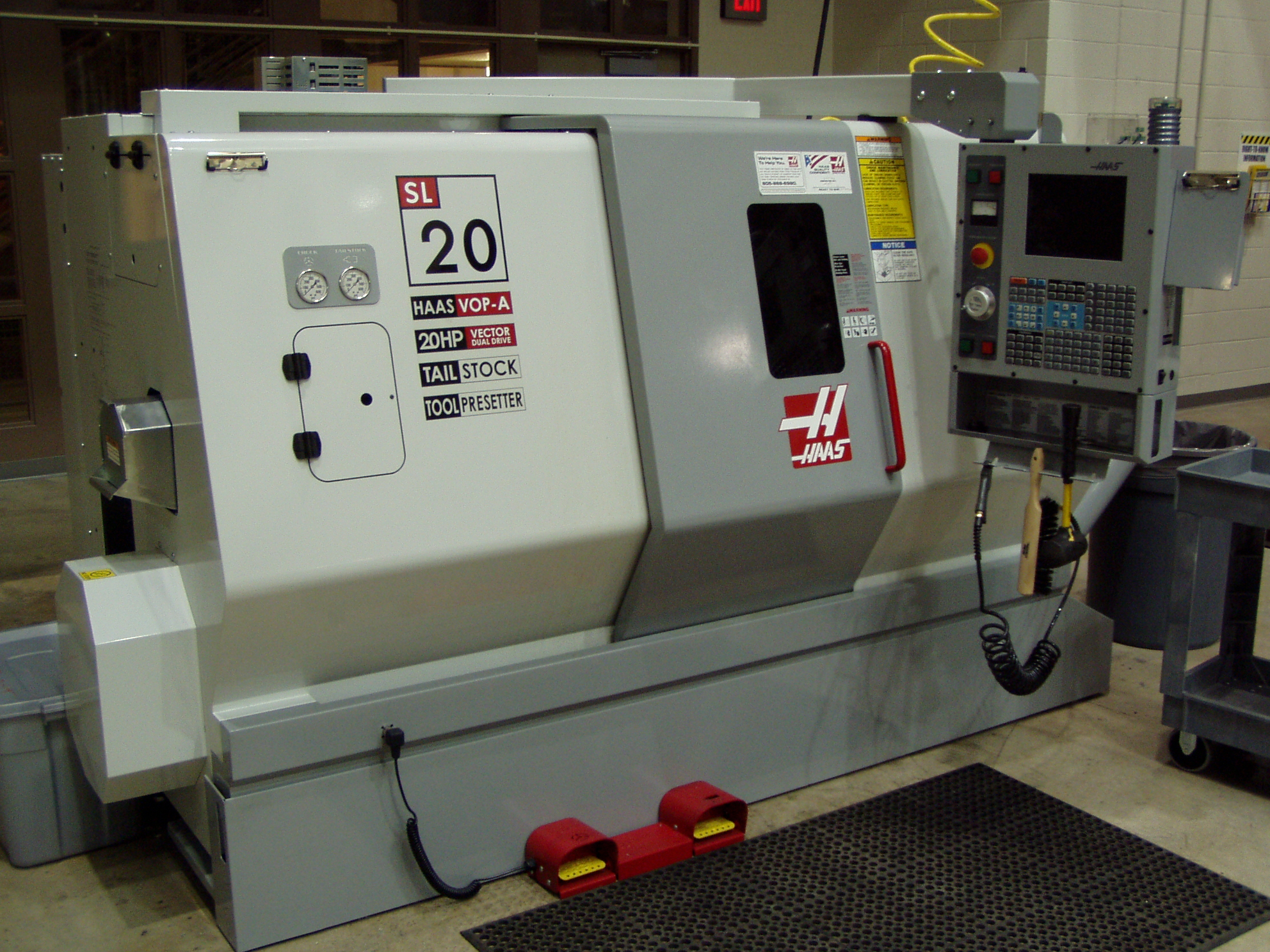
Токарно-фрезерний обробний центр з ЧПК

## Історія
Змінювані програми, нанесені на перфокарти за допомогою двійкового коду, використовувалися вже на ткацькому верстаті Жаккара, створеному 1801 року.
Винахідником першого верстата з числовим (програмним) керуванням (англ. numerical control, NC) є Джон Персонс (John T. Parsons), котрий працював інженером в компанії свого батька Parsons Inc, що випускала в кінці Другої світової війни пропелери для вертольотів. Він вперше запропонував використовувати для обробки пропелерів верстат, який працює за програмою, що вводиться з перфокарт.
1949 року, ВПС США профінансували Parsons Inc розробку верстата для контурного фрезерування складних за формою деталей авіаційної техніки. Однак компанія не змогла самостійно виконати роботи і звернулася за допомогою в лабораторію сервомеханіки Массачусетського технологічного інституту (англ. Massachusetts Institute of Technology). Співпраця Parsons Inc з MIT тривала до 1950 року. 1950 року MIT придбав компанію з виробництва фрезерних верстатів Hydro-Tel і відмовився від співпраці з Parsons Inc, уклавши самостійний контракт з ВПС США на створення фрезерного верстата з програмним керуванням.
У вересні 1952 верстат було вперше продемонстровано публіці — про нього була надрукована стаття в журналі Scientific American. Носієм програми керування верстатом була перфострічка.
Перший верстат з ЧПК відрізнявся особливою складністю і не міг бути використаний у виробничих умовах. Перший серійний пристрій ЧПК було створено компанією Bendix Corp. в 1954 році, і з 1955 року він став встановлюватися на верстати. Широке впровадження верстатів з ЧПК йшло повільно. Підприємці з недовірою ставилися до нової техніки. Міністерство оборони США змушене було на свої кошти виготовити 120 верстатів з ЧПК, щоби передати їх в оренду приватним компаніям.
Першими радянськими верстатами з ЧПК промислового застосування, є токарно-гвинторізний верстат 1К62ПУ і прокатні 1541П. Ці верстати були створені в першій половині 1960-х років. Верстати працювали спільно з керувальними системами типу ПРС-3К та іншими. Потім були розроблені вертикально-фрезерні верстати з ЧПК 6Н13 з системою керування «Контур-ЗП». У наступні роки у СРСР для токарних верстатів, найбільшого поширення набули системи ЧПК 2Р22 і Електроніка НЦ-31.
Числове програмне керування також характерно для систем керування сучасними промисловими роботами.[джерело?]
Абревіатура ЧПК відповідає двом англомовним — NC и CNC, що віддзеркалюють еволюцію розвитку систем керування обладнанням.
1. Системи типу NC (англ. Numerical Control), що з'явилися першими, передбачали використання жорстко заданих схем керування обробкою — наприклад, завдання програми за допомогою штекерів або перемикачів, зберігання програм на зовнішніх носіях. Будь-яких пристроїв оперативного зберігання даних, керувальних процесорів не передбачалося.
2. Більш сучасні системи ЧПК, звані CNC (англ. Computer numerical control) — системи керування, що дозволяють використовувати для модифікації наявних і написання нових програм програмні засоби. Базою для побудови ЧПК служать сучасний (мікро)контролер або (мікро)процесор:
3. мікроконтролер,
4. контролер з програмованої логікою,
5. керувальний комп'ютер на базі мікропроцесора.

Можлива реалізація моделі з централізованим автоматизованим робочим місцем (наприклад, «ABB Robot Studio», «Microsoft Robotics Developer Studio») з подальшим завантаженням програми за допомогою передавання з промислової мережі.

## Апаратне забезпечення

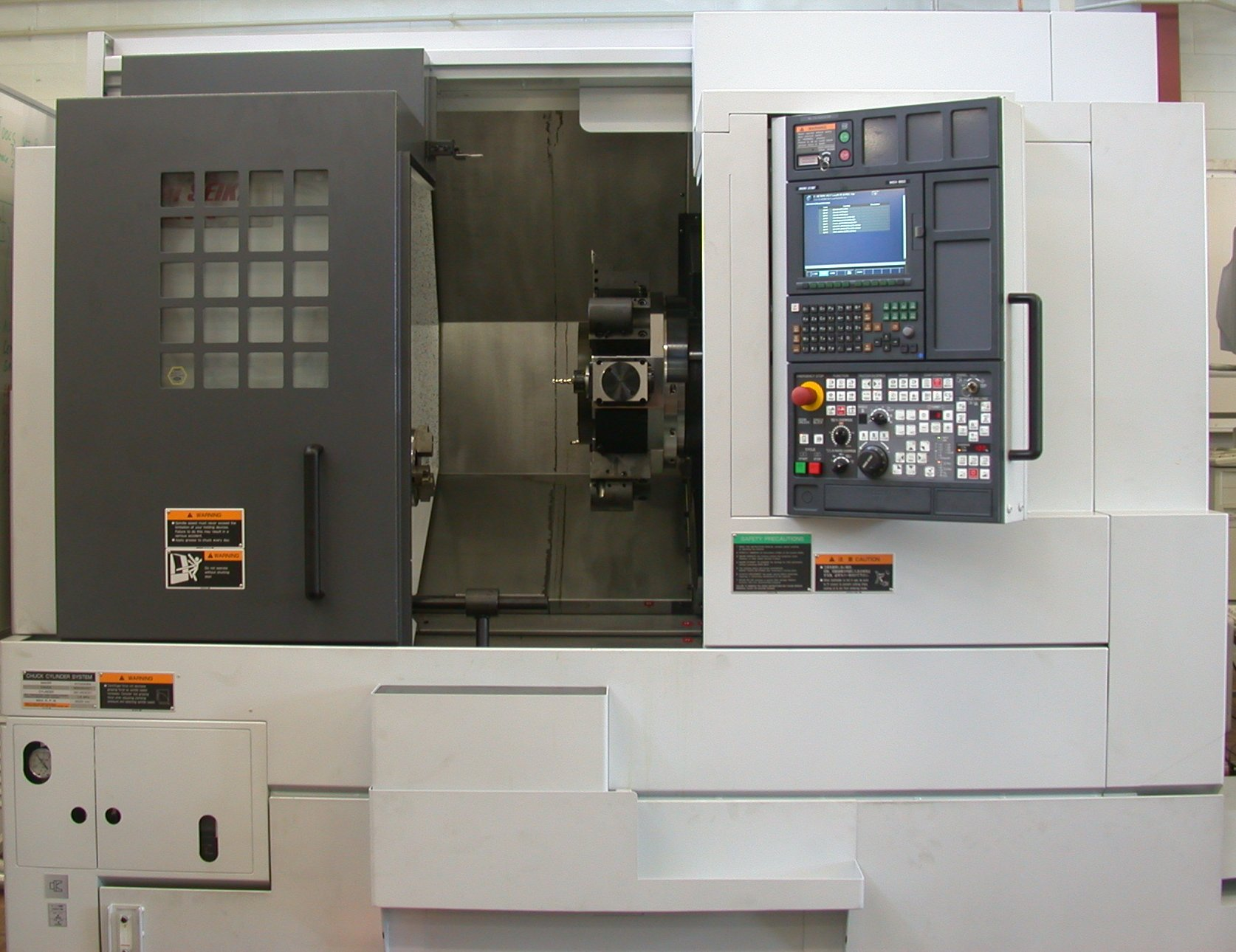
Токарний верстат з системою керування ЧПК

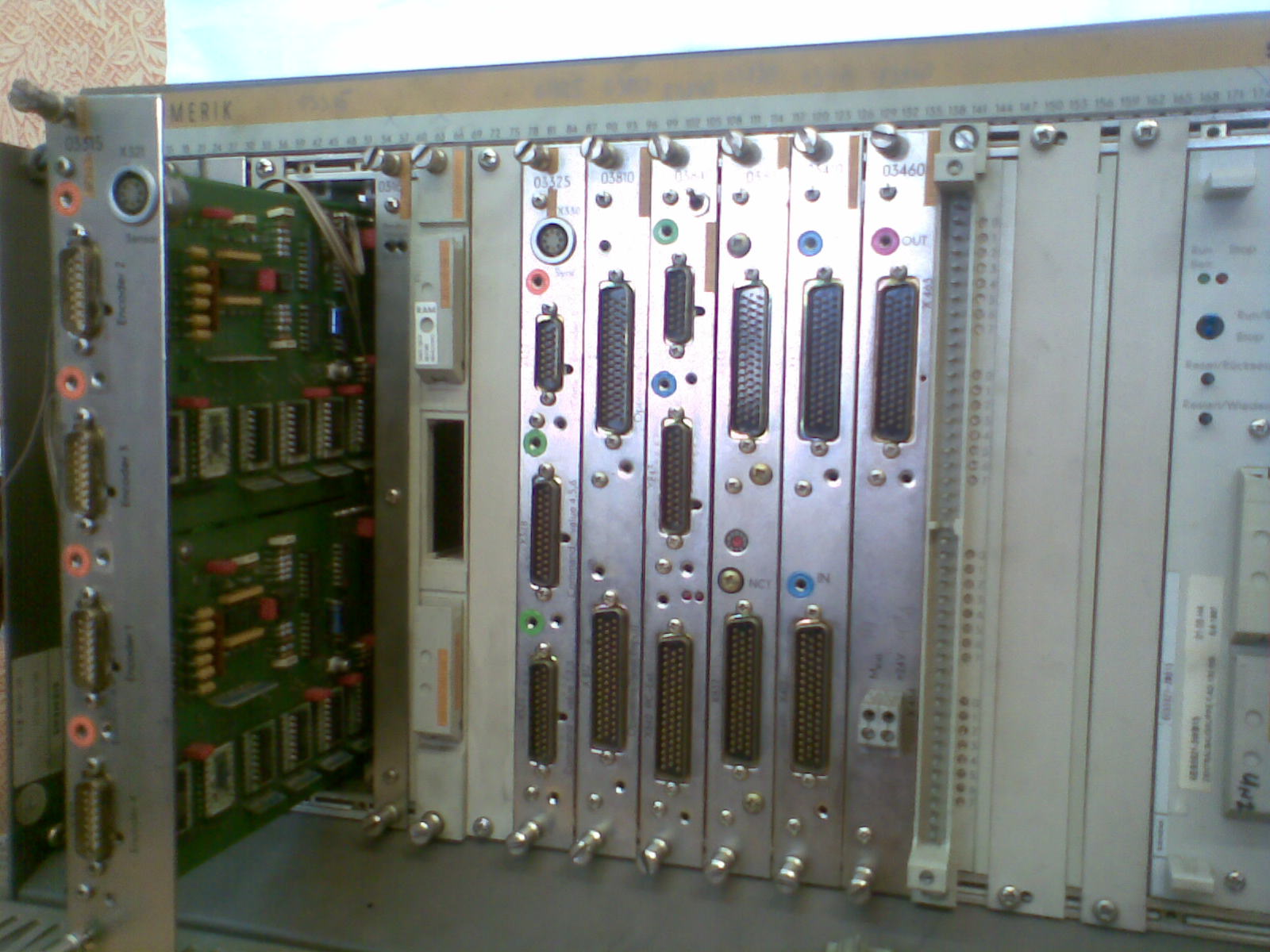
Кошик з контролерами і платами обв'язки Siemens Sinumerik. Висунуто плата енкодерів

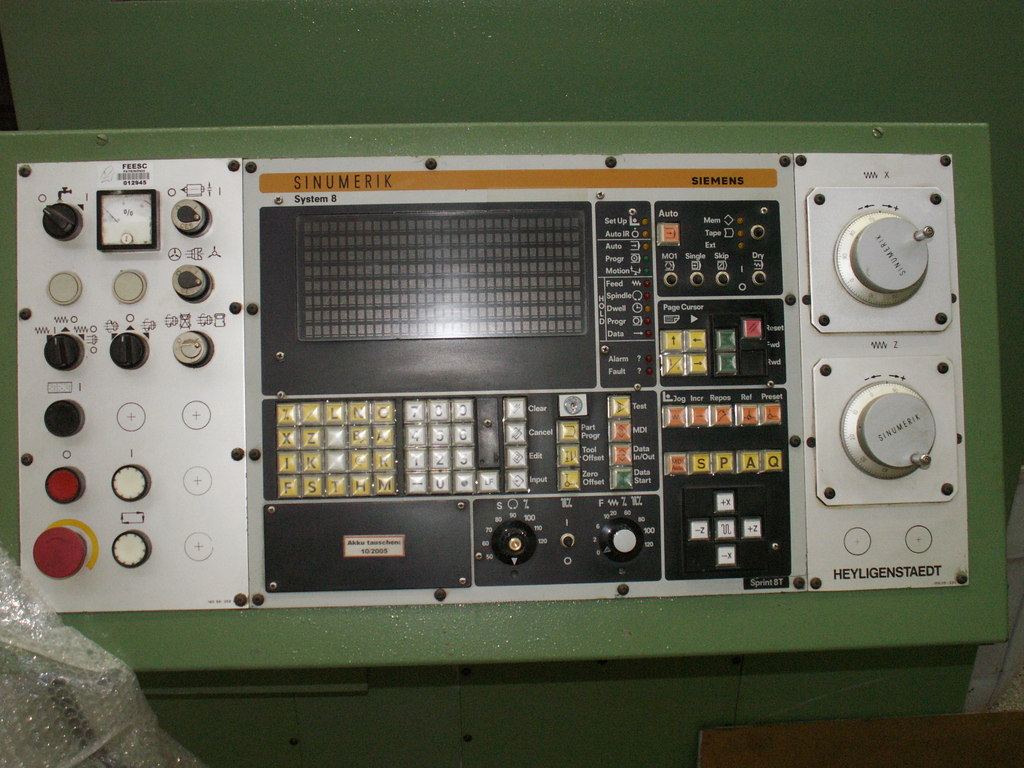
Панель керування ЧПК Siemens Sinumeriс

Числове програмне керування (ЧПК) — комп'ютеризована система, яка керує приводами технологічного обладнання, разом з верстатним оснащенням. Устаткування з ЧПК може бути представлено:
- верстатним парком, наприклад, верстатами (верстати, обладнані числовим програмним керуванням, називаються верстатами з ЧПК) для обробки металів (наприклад, фрезерні чи токарні), дерева, пластмас, для різання листових заготовок, для обробки тиском тощо;
- приводами асинхронних електродвигунів, що використовують векторне керування;
- характерною системою керування сучасними промисловими роботами.
- Периферійними пристроями, наприклад: 3D-принтер, 3D-сканер.

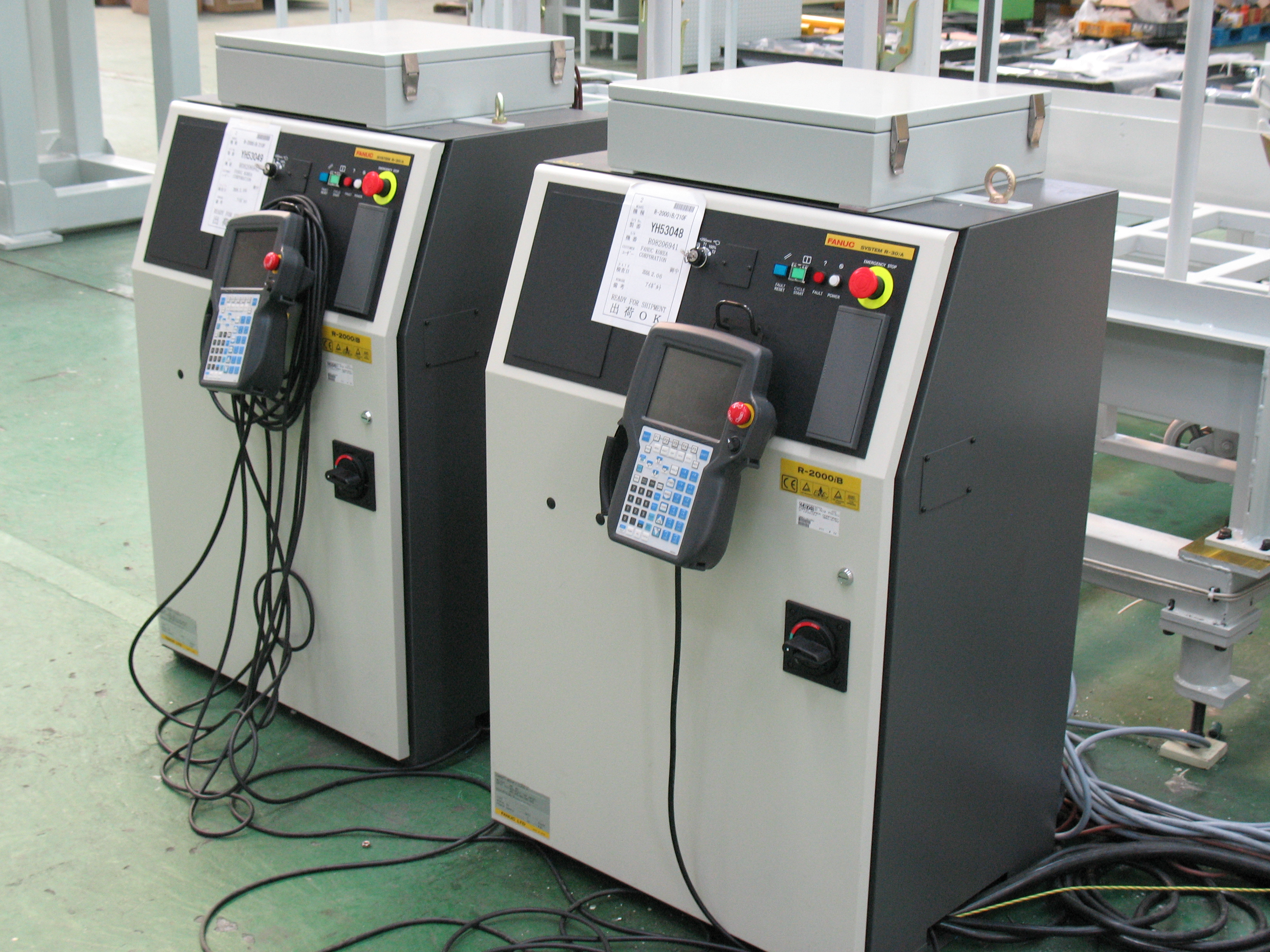
Поруч стоять шафи сучасних систем керування двох промислових роботів FANUC R200iB

Структурно, до складу ЧПК можуть входити:
- пульт оператора (або консоль вводу-виводу), що дозволяє вводити керуючу програму, задавати режими роботи; виконати операцію вручну. Як правило, всередині шафи пульта сучасної компактної ЧПК, розміщуються її інші частини;
- дисплей (або операторська панель) — для зорового контролю режимів роботи і редагованої керуючої програми/даних; може бути реалізований у вигляді окремого пристрою для дистанційного керування обладнанням;

- контролер — комп'ютеризований пристрій, котрий вирішує завдання  формування траєкторії руху різального інструменту, технологічних команд керування пристроями автоматики верстата, загальним керуванням, редагування керуючих програм, діагностики та допоміжних розрахунків (траєкторії руху різального інструменту, режимів різання);
- Постійний запам'ятовувач — пам'ять, призначена для довготривалого зберігання (роки і десятки років) системних програм і констант; інформація з неї може тільки зчитуватися;
- Оперативна пам'ять — призначена для тимчасового зберігання керуючих і системних програм, що використовуються в дану мить.

У ролі контролера виступає промисловий контролер, як то: мікропроцесор, на якому побудована вбудована система; програмований логічний контролер або більш складний пристрій керування — промисловий комп'ютер.
Важливою характеристикою CNC-контролера, є кількість осей (каналів), які він здатний синхронізувати (управляти) — для цього потрібна висока продуктивність і відповідне ПЗ.
Як виконавчі механізми використовуються сервоприводи, крокові двигуни.
Для передачі даних між виконавчим механізмом і системою керування верстатом зазвичай, використовується промислова мережа (наприклад, CAN, Profibus, Industrial Ethernet).
Кілька верстатів з ЧПК можуть об'єднуватися в гнучку автоматизовану виробничу систему, яка, в свою чергу, може бути доповнена гнучкою автоматизованою ділянкою  і увійти до складу автоматичної лінії (виробництва масштабу ділянки або цеху).[джерело?]
Верстати, обладнані числовим програмним керуванням, називаються верстатами з ЧПК. Окрім металорізальних (наприклад, фрезерні чи токарні), існує устаткування для різання листових заготовок, чи обробки тиском.

## Програмне забезпечення
Найпоширенішою мовою програмування ЧПК для металорізального устаткування описана документом ISO 6983 Міжнародного комітету із стандартів і називається «G-код». В окремих випадках — наприклад, системи керування гравіювальними верстатами — мова керування принципово відрізняється від стандарту. Для простих завдань, наприклад, розкрою плоских заготовок, система ЧПК як вхідна інформація може використовувати текстовий файл у форматі обміну даними — наприклад DXF або HP-GL.
Після того як складена керуюча програма, оператор за допомогою програматора вводить її в контролер. Команди керуючої програми розміщуються в оперативній пам'яті. У процесі створення або після введення керуючої програми оператор (в даному аспекті виконує роль програміста) може відредагувати її, включивши в роботу системну програму редактора і виводячи на дисплей всю або потрібні частини керуючої програми і вносячи в них потрібні зміни. При роботі в режимі виготовлення деталі керуюча програма кадр за кадром надходить на виконання. Відповідно до команд керуючої програми, контролер викликає з постійної пам'яті відповідні системні підпрограми, які змушують працювати підключене до ЧПК обладнання в необхідному режимі — результати роботи контролера у вигляді електричних сигналів надходять на виконавчий пристрій — приводи подачі, або на пристрої керування автоматикою верстата.
Керуюча система зчитує інструкції спеціалізованої мови програмування (наприклад, G-код) програми, який потім інтерпретатором системи ЧПК перекладається з вхідної мови на команди керування головним приводом, приводами подач, контролерами керування вузлами верстата (наприклад, увімкнути / вимкнути подачу охолоджувальної емульсії).
Розробка керуючих програм на початку 2000 років, виконується з використанням спеціальних модулів для систем автоматизованого проектування (САПР) або окремих систем автоматизованого програмування (CAM), які за електронною моделлю, генерують програму обробки.
Для визначення потрібної траєкторії руху робочого органу в цілому (інструменту / заготовки) відповідно до керуючої програми, використовується інтерполятор, що розраховує положення проміжних точок траєкторії по заданих у програмі кінцевим.
У системі керування, окрім самої програми, присутні дані інших форматів і призначення. Як мінімум, це машинні дані і дані користувача, специфічно прив'язані до конкретної системи керування або до певної серії (лінійки) однотипних моделей систем керування.
Програма для верстата (обладнання) з ЧПК, може бути завантажена з зовнішніх носіїв, наприклад, магнітної стрічки, перфорованої паперової стрічки (перфострічки), дискети або флеш-накопичувачів у власну пам'ять або тимчасово, до вимкнення живлення — в оперативну пам'ять. У разі оновлення вмісту постійної пам'яті (наприклад, флеш-пам'яті або твердого чи SSD-диску) програма зберігається і після вимкнення живлення. Крім цього, сучасне обладнання приєднується до централізованих систем керування за допомогою заводських (цехових) мереж зв'язку.
Найбільш поширена мова програмування ЧПК для металорізального обладнання, описана документом ISO 6983 Міжнародного комітету зі стандартів і називається «G-код». В окремих випадках — наприклад, системи керування гравірувальними верстатами — мова керування принципово відрізняється від стандарту. Для простих завдань, наприклад, розкрою пласких заготовок, система ЧПК як вхідну інформацію, може використовувати текстовий файл у форматі обміну даними — наприклад, DXF або HPGL.
Інтерпретатор системи ЧПК проводить переведення програм зі вхідної мови на команди керування головним приводом, приводами подач, контролерами керування вузлами верстата (увімкнути/вимкнути охолодження, швидкості переміщення та інше). Для визначення необхідної траєкторії руху робочого органа в цілому (інструмента/заготовки) відповідно до керуючої програми, використовується інтерполятор, що розраховує положення проміжних точок траєкторії відповідно до координат заданих у програмі точок.